# Palimbang
Palimbang é um município de  segunda classe de renda municipal (d) na província Sultan Kudarat, nas Filipinas. De acordo com o censo de 1 de maio  de  2020 possui uma população de 92 828 pessoas e 19 591 domicílios.